# كتيبة بانزر الثقيلة 509
كتيبة الدبابات الثقيلة 509 (بالألمانية: "schwere Panzerabteilung 509")؛ يختصر:"PzAbt 509") أبتيلونغ بانزر ألمانية ثقيلة مجهزة بدبابات ثقيلة، خلال الحرب العالمية الثانية.

## التاريخ
تم طلب إنشاء فرقة الدبابات الثقيلة 509 في 9 سبتمبر 1943، مع أخذ معظم أفرادها من فوج بانزر 204 من فرقة بانزر 22 المنحلة. استقبلت الكتيبة خمسة وأربعين دبابة تايجر 1 أس. كانت ملتزمة بالعمل في أوكرانيا كجزء من مجموعة الجيوش الجنوبية. الوصول إلى الجبهة في أكتوبر 1943، شهدت الفرقة 509 العمل بالقرب من كروبيفنيتسكي وكريفي ريه، وشارك في تراجع الفيرماخت.
في أوائل عام 1944، شاركت الكتيبة 509 في معركة كييف الثانية ثم تراجعت عبر أوكرانيا. في أواخر شهر مايو، تم سحب الكتيبة 509 المستنفد من أجل تجديدها. بعد تلقي مجموعة كاملة من دبابات تايجر 1 أس، تم إرسال الكتيبة إلى الجبهة في 1 يونيو 1944. في 22 يونيو 1944، أطلق الجيش الأحمر عملية باغراتيون، وكانت الكتيبة 509، الملحقة بمجموعة الجيوش الوسطى، في خط تقدمهم. في 8 سبتمبر 1944، فقدت الفرقة ستة عشر دبابة تايجر في أقل من 24 ساعة بالقرب من كيلسي، بولندا.
في أواخر سبتمبر تم سحب الكتيبة لتجهيزها بدبابة تايجر 2. بعد أن تلقت خمسة وأربعين دبابة تايجر 2 أس جديدة في ديسمبر 1944، تم إرفاق مفرزة إلى فيلق إس إس بانزر الرابع، الذي كان يعد محاولة لتخفيف حامية بودابست المحاصرة. بدأت في 18 يناير 1945، فشلت العملية، التي أطلق عليها اسم كونراد الثالث، في نهاية المطاف. خلال العملية، فقدت الكتيبة 509 أربعين من خمسة وأربعين دبابة تايجر 2.

## القادة
- هاوبتمان هانيبال فون لوتيشاو  [لغات أخرى]‏ (؟ أغسطس 1943 -؟ نوفمبر 1943)
- هاوبتمان هانز يورغن بورميستر (؟ مارس 1944 -؟ فبراير 1945)